# Floreshaubenadler
Der Floreshaubenadler (Nisaetus floris, Syn.: Spizaetus floris) ist eine seltene Greifvogelart aus der Gattung Nisaetus. Er galt früher als Unterart des Haubenadlers (Nisaetus cirrhatus), wird jedoch seit 2004 als eigenständige Art betrachtet.

## Merkmale
Mit einer Länge von 71 bis 82 Zentimetern gilt der Floreshaubenadler als größte Art innerhalb der Gattung der Haubenadler. Die Flügelspannweite beträgt 140 bis 160 Zentimeter und die Schwanzlänge 26 bis 30 Zentimeter. Die Weibchen sind 10 Prozent größer als die Männchen. Beim Altvogel sind Kopf, Unterseite, Bürzel und die Handschwingenbasen weiß. Der Mantel und der Rücken sind schwarz-braun. Die Flügel sind lang. Eine Haube ist nicht vorhanden. Im Flugbild weist das Weibchen manchmal eine feine Bänderung auf Hosen und Unterflügeldecken auf. Der Schwanz zeigt fünf bis sechs Binden und eine scharf abgegrenzte Subterminalbinde. Die Jungvögel sehen den Altvögeln ähnlich, haben jedoch eine diffusere Schwanzbinde.

## Vorkommen und Lebensraum
Der Floreshaubenadler kommt auf den Kleinen Sunda-Inseln Lombok (insbesondere im Rinjani-Nationalpark), Sumbawa, Flores, Satonda und Rinca vor. Berichte von den Inseln Palu'e und Komodo sind nicht bestätigt. Sein Lebensraum sind Tiefland-Regenwälder, angrenzende Plantagen und submontanes Waldland in Höhenlagen bis 1600 m.

## Systematik
Der Floreshaubenadler wurde bis vor einigen Jahren zusammen mit den anderen asiatischen Haubenadlern, einer afrikanischen und zwei südamerikanischen Arten in der Gattung Spizaetus vereint (vgl. Artikel Aquilinae). Diese Gattung ist jedoch in dieser Zusammensetzung nach neueren molekulargenetischen Untersuchungen nicht haltbar. Die asiatischen Arten der Gattung bilden hingegen eine gut begründete monophyletische Gruppe und wurden daher in eine eigene Gattung Nisaetus gestellt.

## Fortpflanzung
Über das Fortpflanzungsverhalten des Floreshaubenadlers ist nur wenig bekannt. Die Brutzeit findet während der Trockenzeit statt. Balzflüge und Begattungsverhalten wurden im Juni und Juli 2003 auf Flores beobachtet.

## Nahrung
Die Nahrung besteht aus kleinen und mittelgroßen Säugetieren (Ratten, Eichhörnchen und Hasen), Vögeln, Reptilien (Schlangen und Eidechsen) und Fröschen. Gelegentlich schlagen sie auch Haushühner in Dörfern.

## Bestand und Gefährdung
BirdLife International schätzt die Population auf weniger als 100 Paare. Im Jahre 2005 wurde die Art von der IUCN in die Kategorie „stark gefährdet“ klassifiziert. Wegen der schlechten Bestandssituation wurde sie 2009 in die Kategorie „vom Aussterben bedroht“  hochgestuft. Als Hauptgefährdung gilt Lebensraumverlust. Brauchbarer Lebensraum ist nur noch auf einer Fläche von 40 km² vorhanden. Weitere Ursachen für die Seltenheit dieser Adler sind die Bejagung als vermeintliche Schädlinge sowie der illegale Käfigvogelhandel in Indonesien.